# Rio Calçado (vattendrag i Brasilien, Espírito Santo, lat -20,48, long -40,53)
Rio Calçado är ett vattendrag i Brasilien.   Det ligger i delstaten Espírito Santo, i den sydöstra delen av landet, 900 km sydost om huvudstaden Brasília.
Omgivningarna runt Rio Calçado är huvudsakligen savann. Runt Rio Calçado är det ganska tätbefolkat, med 248 invånare per kvadratkilometer.